# Gymnothorax porphyreus
Gymnothorax porphyreus (anguila morena, aleta baja, o Koreha Ha Oko) es una especie de pez de la familia de los morénidas en el orden de los Anguilliformes.

## Morfología
Los machos pueden llegar a alcanzar los 34,6 cm de longitud total.

## Distribución geográfica
Se encuentra desde la Isla Lord Howe hasta Sudamérica, en el océano Pacífico.